# Cornelis Schuytstraat
De Cornelis Schuytstraat is een straat in Amsterdam-Zuid. De straat is vernoemd naar de Nederlandse componist en organist Cornelis Schuyt (1557-1616).

## Ligging
De straat begint bij de Van Eeghenstraat, nabij het Vondelpark. In zuidwaartse richting kruist deze de Willemsparkweg en de De Lairessestraat. Op de Willemsparkweg bevindt zich de halte Cornelis Schuytstraat van tramlijn 2. Ook op de De Lairessestraat wordt een tramlijn gekruist (16), maar daar is geen halte.
Op de hoeken met de Willemsparkweg en de Johannes Verhulststraat heeft de straat een onderbreking met twee ruitvormige pleinen. De straat eindigt schuin op een brug over het Noorder Amstelkanaal en loopt daar over in de Breitnerstraat. Rechts over het water ligt het Hilton Hotel.

## Karakter
In de Cornelis Schuytstraat bevindt zich een mix van winkels, kantoren en woningen. De winkels in de straat zijn veelal exclusief en specialistisch van aard. Er zitten verscheidene patisserieën, delicatessenzaken en luxe modewinkels. Oorspronkelijk waren er veel buurtwinkels voor dagelijkse boodschappen. Na het verdwijnen van deze winkels hebben bewoners in 2008 voorgesteld een markt in deze buurt in te stellen.

## Gebouwen
Onder andere de volgende gebouwen hebben de status van rijksmonument:
- De etagehuizen (flatgebouwen) Zonnehoek (1916) en Zuidwyck (1919), op hoeken van de De Lairessestraat, ontworpen door F.A. Warners, die in Zonnehoek ook zijn architectenbureau heeft gevestigd.
- Het gebouw uit 1919 op nr. 57, ook al op een hoek met de De Lairessestraat. Hier was oorspronkelijk het Nederlands Scheepvaartmuseum gevestigd, tot de verhuizing naar 's Lands Zeemagazijn. Aan deze functie herinneren de golfmotieven die nog te zien zijn te zien in de bakstenen gevel. Sinds 1973 is hier het Veilinghuis Christie's gevestigd.[2]
- Op nrs. 62-68, tussen de De Lairessestraat en de J.J. Viottastraat, staan herenhuizen uit 1917 naar ontwerp van  G.F. La Croix.

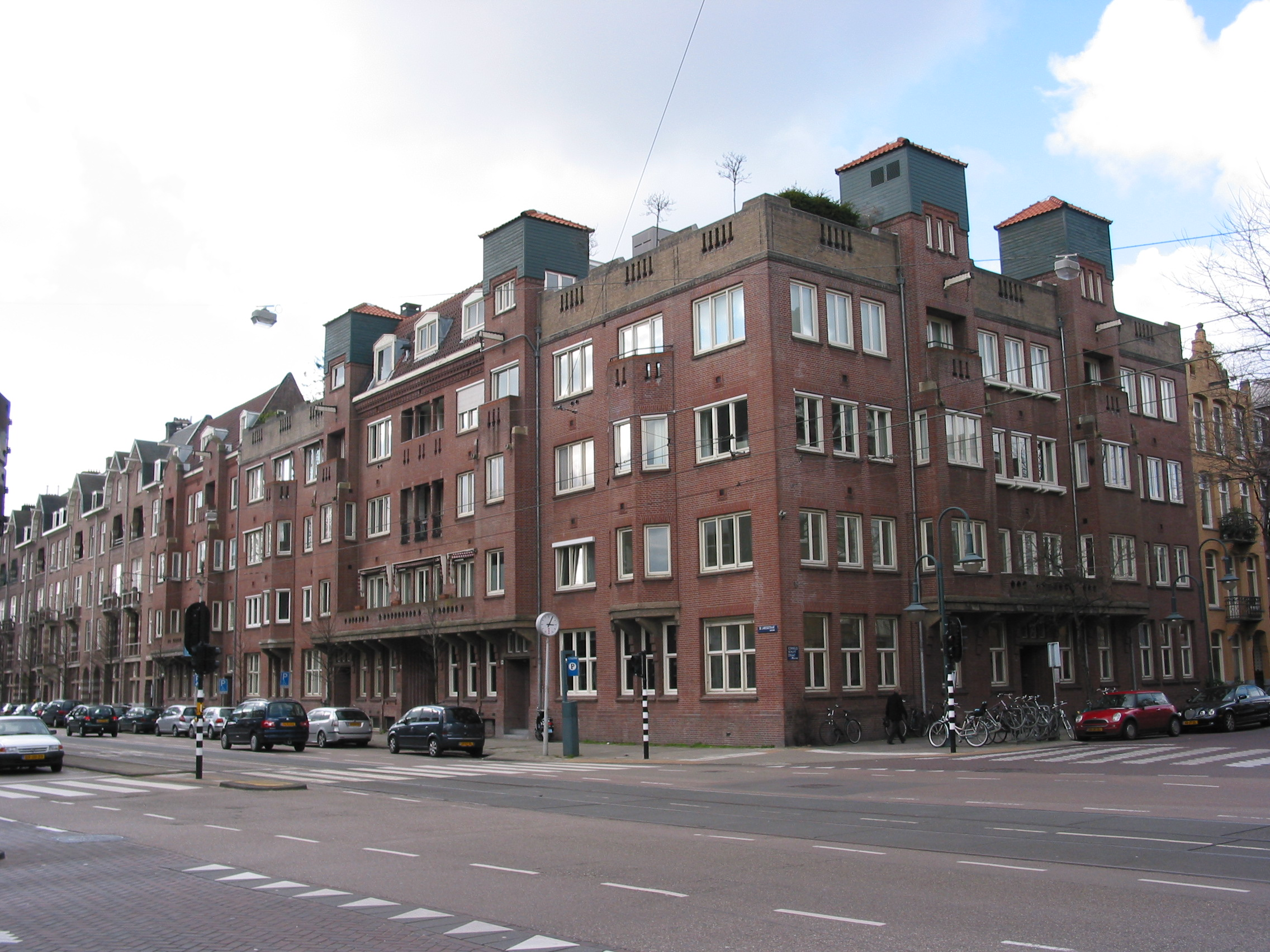
Huize Zuidwyck
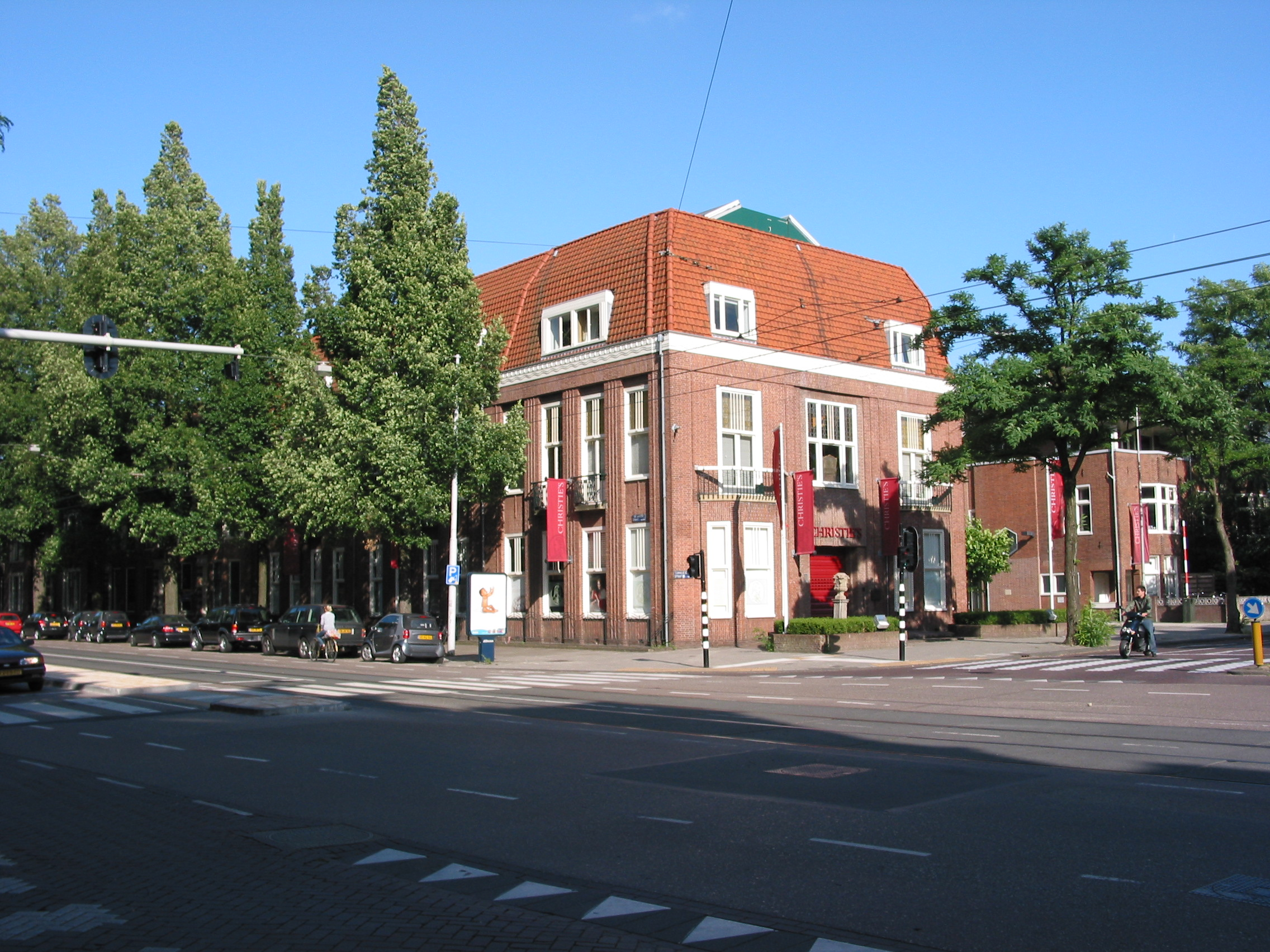
Christie's, voormalig Scheepvaartmuseum

### Trivia
De in 2008 overleden modeontwerper Percy Irausquin begon zijn loopbaan met een winkel in de Cornelis Schuytstraat. Deze winkel moest hij in 2007 sluiten na een zakelijk conflict.
Jort Kelder introduceerde in zijn programma "Hoe heurt het eigenlijk?" de Jofferrol. Dit is het verschijnsel waar mensen met een dure auto door de Cornelis Schuytstraat rijden en even stilstaan op de drempel voor het terras van café Joffers, om de dure auto tentoon te stellen aan het daar zittende terraspubliek.